# LXIV Corpo de Exército (Alemanha)
O LXIV Corpo de Exército (em alemão:LXIV. Armeekorps) foi um Corpo de Exército alemão que operou durante a Segunda Guerra Mundial.

## Comandantes
| Comandante                                       | Data                                           |
| ------------------------------------------------ | ---------------------------------------------- |
| General der Pionere Karl Sachs                   | 5 de agosto de 1944 - 1 de setembro de 1944    |
| General der Infanterie Otto Lasch                | 1 de setembro de 1944 - 1 de novembro de 1944  |
| Generalleutnant Friedrich-Wilhelm Hauck          | 15 de janeiro de 1945 - 21 de janeiro de 1945  |
| General der Artillerie Maximilian Grimmeiß       | 21 de janeiro de 1945 - 15 de abril de 1945    |
| Generalleutnant Helmuth Friebe                   | 15 de abril de 1945 - abril de 1945 (m.d.F.b.) |
| General der Artillerie Rudolf Freiherr von Roman | abril de 1945 - 8 de maio de 1945              |

## Área de operações
| França              | agosto de 1944 - janeiro de 1945 |
| Alsácia             | janeiro de 1945 - março de 1945  |
| Sudeste da Alemanha | de março de 1945 - abril de 1945 |